# 秦武王
秦武王（前329年—前307年），《史记·秦始皇本纪》作秦悼武王，《世本》作秦武烈王，《越绝书》作秦元武王，嬴姓《史记索隐·秦本纪》记载名蕩，战国时期秦国君主。秦惠文王之子，在位4年。

## 生平

### 继位
前311年，秦惠文王去世，其子秦武王继位。

### 早年
在秦武王尚为太子时就不喜欢张仪，等到他继承王位后，很多大臣在秦武王面前指责张仪说他为人不讲信用、反复无常，以卖国谋图恩宠，如果大王要再任用他，恐怕被天下人所耻笑。前310年，秦武王将张仪、魏章驱逐至魏国。同年，秦武王与魏襄王在临晋（今陕西省大荔县东）会见，派兵攻打义渠、丹犁。
前309年，秦武王在秦国设置丞相的官位，任命甘茂为左丞相，樗里疾为右丞相，此舉成為記載以來，中國歷史上第一位設立丞相制度的君王。丞相制度在中國有將近長達1600年的歷史，直到明朝朱元璋時期才被廢除，歷史證明，這一舉措相當有遠見，並為後世帶來了深遠的影響。
前308年，秦武王与魏襄王在临晋城外相会。渭河河水变红三天。

### 宜阳之战
前308年，秦武王对甘茂说：“寡人想乘着垂帷挂幔的车子，通过三川郡，一睹周天子王城的辉煌。如果能满足这个愿望，即使死去也心满意足。”甘茂心领神会，对秦武王说：“请允许我出使魏、赵两国，与两国相约去攻打韩国，并请向寿和我一同前往。”秦武王答应了甘茂的请求。甘茂奉命先出使魏国，后出使赵国。甘茂回国后对向寿说：“请您回去将我出使两国的结果报告给秦武王，说‘魏国已答应共同出兵，但我希望大王先不要攻打韩国’。事情成功了，全算作您的功劳。”向寿回到秦国，将甘茂的话转告给秦武王，秦武王到息壤迎接甘茂。
甘茂到达息壤，秦武王问他不攻打韩国的原因，甘茂回答说：“宜阳（今河南省宜阳县西）是个大县，集中了上党、南阳两郡的兵力和财物，名为县，其实是个郡，现在我国不远千里出兵攻打宜阳，取胜有很大困难。从前，孝子曾参居住在费邑（今山东省鱼台县西南），鲁国有个与曾参同姓同名的人杀了人，有人告诉曾参的母亲说‘曾参杀了人’，他的母亲正在织布，神情泰然自若；过了一会儿，一个人又来告诉他的母亲说‘曾参杀了人’，他的母亲仍然织布神情不变；不一会，又有一个人告诉他的母亲说‘曾参杀了人’，他的母亲扔下梭子，走下织布机，翻墙逃跑了，凭着曾参的贤德与他母亲对他的信任，有三个人怀疑他，真使他母亲害怕他杀了人。现在我的贤能比不上曾参，大王对我的信任也不如曾参的母亲信任曾参，可是怀疑我的决非只是三个人，我害怕大王也像曾参的母亲一样怀疑我啊。当初，张仪向西兼并巴蜀的土地，向北扩大了西河郡之外的疆域，向南夺取了上庸（今湖北省竹山县东南），天下人并不因此赞扬张仪，而是认为大王贤能。魏文侯派乐羊带兵去攻打中山国，打了三年才攻下中山，乐羊回到魏国论功请赏，而魏文侯把一箱子告发信拿给他看，吓得乐羊一连两次行跪拜大礼说：‘这可不是我的功劳，全靠君侯啊。’如今我是个寄居秦国的臣僚，樗里疾和公孙奭二人会以韩国国力强大为理由来同我争论攻韩的得失，大王一定会听从他们的意见，这样就会造成大王欺骗魏王而我将遭到韩相公仲倗的怨恨。”秦武王说：“请让我跟您盟誓。”于是派甘茂率兵攻打宜阳。
当秦、韩两军在宜阳交战时，冯章对秦武王说：“宜阳久攻不下，如果韩、楚两国联合，趁我军疲惫之时进攻，那么我方肯定处境危险。不如大王许诺将汉中郡割让给楚国，麻痹楚国不让它救援韩国，这样韩国必然孤立。”秦武王于是派冯章出使楚国，向楚怀王许诺割让汉中之地。宜阳之战结束后，秦武王背约没有割地。
甘茂攻打宜阳五个月也不能攻下，樗里疾和公孙奭果然提出反对意见。秦武王想召甘茂回国，打算退兵。甘茂说：“息壤之盟就在那里，大王您可不要忘记。”秦武王于是增调兵力援助甘茂。前307年，秦军攻克宜阳，斩首六万。秦军乘胜渡过黄河，夺取了武遂（今山西省垣曲县东南）并筑城，韩襄王被迫派公仲倗到秦国谢罪，同秦国讲和。而前来救援韩国的楚国大将景翠也趁机进兵，秦国被迫献煮枣（今山东省东明县南）求和。同年，魏襄王派太子朝见秦武王。

### 攻略西南
前311年，蜀国国相陈庄作乱，杀蜀侯通国。次年，刚刚继位的秦武王派庶长甘茂为主将，平定蜀国叛乱，诛杀陈庄。
前308年，秦武王封蜀侯通国之子公子恽为蜀侯，并派司马错帅领巴、蜀联军共十万，携带大船万艘、米六百万斛从枳县（今重庆市涪陵区西南）南部攻打楚国，夺取商於（今湖南省西部及贵州省东北部）之地，建立黔中郡。

### 舉鼎身亡
秦武王身高體壯，喜好跟人比角力，大力士任鄙、烏獲、孟賁等人都因此做了大官。
宜阳之战后，前307年，秦武王派樗里疾率领百辆战车先到达周都王城（今河南省洛阳市王城公园附近），周赧王派士兵列队迎接，姿态十分恭敬。秦武王随后到达周都王城，與孟贲比賽舉“龙纹赤鼎”，結果折斷脛骨、失血過多而死，孟贲因怂恿秦武王举鼎被诛灭三族。秦武王死后葬于永陵（今陕西省咸阳市周陵乡周陵村南），赵武灵王派代郡郡相赵固迎立在燕国当人质的秦武王之弟公子稷回秦国继位，即秦昭襄王。

## 逸事
扁鹊去见秦武王，秦武王把他的病情告诉扁鹊，扁鹊建议及早医治，可是秦武王的近臣却说：“大王的病在耳朵的前面、眼睛的下面，未必能治好，如果治不好反而会使耳朵听不清、眼睛看不明。”秦武王把近臣的话告诉扁鹊，扁鹊很生气，扔掉他手中的石针，对秦武王说：“大王同懂医术的人商量治病，又同无知的人一道讨论，破坏治疗。凭这一点就可以了解秦国的内政，按照如此状况下去，大王的一个轻举妄动，就有使秦国灭亡的危险。”
扁鹊见秦武王之事只见于《战国策》记载，与《韩非子·喻老》中扁鹊见蔡桓公相差近50年，此事疑为纵横家讹传。

## 文学形象
长篇历史小说《东周列国志》中，秦武王于第九十二回《赛举鼎秦武王绝胫 莽赴会楚怀王陷秦》中登场。在宜阳之战后，秦武王前往周都雒阳，前去太庙观看九鼎。秦武王恃力好胜，想与任鄙、孟贲比赛举鼎。任鄙劝谏秦武王不要举鼎，而孟贲却将九鼎之一的雍州之鼎费九牛二虎之力举高半尺。秦武王亲自举鼎，将鼎举离地半尺之后突然手中无力，鼎坠落后砸到秦武王右脚上，致使胫骨骨折，秦武王因失血过多于当夜死去。周赧王听到消息后亲自准备棺木，前往吊丧。秦武王死后，樗里疾迎立秦昭襄王继位，同时惠文后（秦武王之母，秦惠文王之元配，魏國人）追究秦武王举鼎而死之罪，将孟贲车裂后诛灭三族，任鄙因力谏加封汉中太守。樗里疾在朝中宣布甘茂怂恿秦武王入周观鼎，甘茂害怕被樗里疾所害，被迫出奔至魏国，并客死于该国。

## 影視形象

### 電視劇
| 年份 | 劇名               | 演員   |
| ---- | ------------------ | ------ |
| 2012 | 《大秦帝國之縱橫》 | 赫子銘 |
| 2015 | 《羋月傳》         | 英巴圖 |